# Nati l'11 maggio

## XIV secolo(1)
- 1366 - Anna di Boemia, nobile cecoslovacca († 1394)

## XV secolo(1)
- 1456 - Giovanni Cristoforo Romano, scultore e medaglista italiano († 1512)

## XVI secolo(7)
- 1568 - Cristiano I di Anhalt-Bernburg, principe († 1630)
- 1571 - Niwa Nagashige, militare giapponese († 1637)
- 1575 - Chōsokabe Morichika, militare giapponese († 1615)
- 1576 - Elia Diodati, avvocato e giurista svizzero († 1661)
- 1586 - Bonaventura de Baccarini, religioso italiano († 1647)
- 1586 - Angelo Giori, cardinale italiano († 1662)
- 1594 - Carlotta Margherita di Montmorency, nobildonna francese († 1650)

## XVII secolo(10)
- 1625 - Elisabetta Maria di Münsterberg-Oels, nobile boema († 1686)
- 1627 - Johannes Tanner, politico svizzero
- 1635 - Giovanna Maddalena Gonzaga, nobildonna italiana († 1695)
- 1638 - Guy-Crescent Fagon, medico e botanico francese († 1718)
- 1652 - Giovanni Filippo d'Arco, militare italiano († 1704)
- 1660 - Johann Rudolf Byss, pittore svizzero († 1738)
- 1680 - Ignatius Kegler, gesuita, astronomo e missionario tedesco († 1746)
- 1692 - Thomas Sebright, IV baronetto, politico inglese († 1736)
- 1694 - Maria Teresa del Liechtenstein, principessa austriaca († 1772)
- 1698 - Pierre Contant d'Ivry, architetto francese († 1777)

## XVIII secolo(29)
- 1704 - Francesco Testa, arcivescovo cattolico, teologo e giurista italiano († 1773)
- 1715 - Johann Gottfried Bernhard Bach, organista tedesco († 1739)
- 1720 - Francesco Maria Ciaraffoni, architetto e pittore italiano († 1802)
- 1720 - Barone di Münchhausen, militare tedesco († 1797)
- 1722 - Juan Aldovera, attore teatrale spagnolo († 1804)
- 1726 - Giovanni Guglielmo di Sassonia-Coburgo-Saalfeld, principe e militare († 1745)
- 1727 - Ludwig Joseph von Welden, vescovo cattolico tedesco († 1788)
- 1728 - Pierre Gaviniès, violinista e compositore francese († 1800)
- 1729 - Franz Sigismund Adalbert von Lehrbach, diplomatico, nobile e numismatico tedesco († 1787)
- 1729 - Ekaterina Ivanovna Razumovskaja, nobildonna russa († 1771)
- 1733 - Vittoria di Borbone-Francia, principessa († 1799)
- 1741 - Saverio Granata, vescovo cattolico italiano († 1817)
- 1744 - Vincenzo Tobia Nicola Bellini, compositore italiano († 1829)
- 1744 - José Anastacio da Cunha, matematico portoghese († 1787)
- 1744 - Henri Christian Michel Stengel, generale francese († 1796)
- 1749 - George Cholmondeley, I marchese di Cholmondeley, politico e nobile britannico († 1827)
- 1751 - Ralph Earl, pittore statunitense († 1801)
- 1752 - Johann Friedrich Blumenbach, antropologo, fisiologo e naturalista tedesco († 1840)
- 1755 - Jean-Pierre-André Amar, politico francese († 1816)
- 1762 - Jacob Johan Anckarström, militare svedese († 1792)
- 1771 - Laskarina Bouboulina, patriota greca († 1825)
- 1777 - Vinzenz Eduard Milde, arcivescovo cattolico tedesco († 1853)
- 1779 - William Pleydell-Bouverie, III conte di Radnor, nobile inglese († 1869)
- 1786 - William Glass, militare britannico († 1853)
- 1787 - Alfred von Windisch-Graetz, nobile, militare e politico austriaco († 1862)
- 1791 - Jan Václav Voříšek, pianista, organista e compositore ceco († 1825)
- 1796 - Pierre Ravanas, imprenditore, mercante e agronomo francese († 1870)
- 1797 - José Mariano Salas, generale e politico messicano († 1867)
- 1800 - Luigi Rossetti, patriota e giornalista italiano († 1840)

## XIX secolo(154)
- 1801 - Adrien Berbrugger, archeologo e filologo francese († 1869)
- 1801 - Henri Labrouste, architetto francese († 1875)
- 1802 - Giuseppe Andrea Bizzarri, cardinale e arcivescovo cattolico italiano († 1877)
- 1802 - Alessandro Corticelli, medico e fisiologo italiano († 1873)
- 1805 - Gaetano Tibaldi, avvocato, militare e patriota italiano († 1888)
- 1807 - Édouard Charton, pubblicista e politico francese († 1890)
- 1807 - Victor Coste, naturalista e zoologo francese († 1873)
- 1809 - Emmanuel Ludwig Gruner, ingegnere e geologo svizzero († 1883)
- 1811 - Chang ed Eng Bunker, siamese († 1874)
- 1811 - Jean-Jacques Challet-Venel, politico svizzero († 1893)
- 1811 - Filippo Coletti, baritono italiano († 1894)
- 1814 - Michele Angelo Balegno di Carpeneto, militare italiano († 1859)
- 1814 - Domenico Capitanio, abate, predicatore e scrittore italiano († 1899)
- 1815 - George Leveson-Gower, II conte di Granville, politico britannico († 1891)
- 1817 - Fanny Cerrito, danzatrice e coreografa italiana († 1909)
- 1817 - Frederik Hegel, editore, letterato e tipografo danese († 1887)
- 1818 - Antonio Malusardi, prefetto e politico italiano († 1891)
- 1819 - Antonio Arcieri, politico italiano († 1894)
- 1820 - Ferdinando Buonamici, pittore italiano († 1892)
- 1823 - Aleksander Alekseevič Bobrinskij, politico e genealogista russo († 1903)
- 1823 - Giacomo Griziotti, militare italiano († 1872)
- 1823 - Giacomo Margotti, presbitero, giornalista e teologo italiano († 1887)
- 1823 - Michele de' Medici di Ottajano, politico italiano († 1882)
- 1823 - Rafael Rodríguez Arias, ammiraglio e politico spagnolo († 1892)
- 1823 - Alfred Stevens, pittore belga († 1906)
- 1824 - Engelberto Augusto d'Arenberg, nobile e politico belga († 1875)
- 1824 - Jean-Léon Gérôme, pittore e scultore francese († 1904)
- 1827 - Jean-Baptiste Carpeaux, scultore e pittore francese († 1875)
- 1827 - Martino Frontini, compositore italiano († 1909)
- 1830 - Richard Henry Beddome, militare e naturalista britannico († 1911)
- 1833 - Fortunato Vergara di Craco, nobile e politico italiano († 1928)
- 1835 - Kārlis Baumanis, compositore lettone († 1905)
- 1835 - Stefano Bruzzi, pittore italiano († 1911)
- 1837 - Guglielmo Ugo Petrella, avvocato, magistrato e politico italiano († 1920)
- 1838 - Friedrich Imhoof-Blumer, numismatico svizzero († 1920)
- 1840 - Filippo Capocci, organista e compositore italiano († 1911)
- 1841 - Ernst von Possart, attore, direttore teatrale e regista tedesco († 1921)
- 1843 - Luigi d'Isengard, militare, patriota e presbitero italiano († 1915)
- 1844 - Vittorio Ellena, politico italiano († 1892)
- 1844 - Samuel Rinnah Van Sant, politico statunitense († 1936)
- 1845 - Ettore Roesler Franz, pittore italiano († 1907)
- 1847 - Godefroid Kurth, storico belga († 1916)
- 1848 - Wilhelm Windelband, filosofo tedesco († 1915)
- 1851 - Maria Teresa Nuzzo, religiosa e medico maltese († 1923)
- 1852 - Charles W. Fairbanks, politico statunitense († 1918)
- 1853 - Benedetto Lorenzelli, cardinale e arcivescovo cattolico italiano († 1915)
- 1854 - Léon Ehrhart, compositore e organista francese († 1874)
- 1855 - Anatolij Konstantinovič Ljadov, compositore, insegnante e direttore d'orchestra russo († 1914)
- 1856 - Alessandro Bavona, arcivescovo cattolico italiano († 1912)
- 1856 - Alfredo Castellani, orafo e restauratore italiano († 1930)
- 1857 - Sergej Aleksandrovič Romanov, nobile russo († 1905)
- 1858 - Carl Hauptmann, scrittore tedesco († 1921)
- 1860 - Ottó Bláthy, ingegnere e inventore ungherese († 1939)
- 1861 - Frederick Russell Burnham, militare, mercenario e scrittore statunitense († 1947)
- 1861 - Gaspare D'Urso, medico italiano († 1908)
- 1862 - Cesare Sili, imprenditore e politico italiano († 1943)
- 1863 - Adolfo Dumini, pittore e antiquario italiano
- 1864 - Ethel Lilian Voynich, scrittrice irlandese († 1960)
- 1865 - Elizabeth Towne, editrice e scrittrice statunitense († 1960)
- 1866 - Eduard von Zambaur, orientalista, numismatico e ufficiale austriaco († 1947)
- 1867 - Jules Valton, velista francese († 1941)
- 1869 - Gustaf Ankarcrona, pittore svedese († 1933)
- 1869 - Archibald Warden, tennista britannico († 1943)
- 1871 - Emiliano Chamorro Vargas, politico nicaraguense († 1966)
- 1871 - Mariano Fortuny y Madrazo, pittore, stilista e scenografo spagnolo († 1949)
- 1871 - Emil Palkoska, compositore di scacchi boemo († 1955)
- 1871 - Stjepan Radić, politico croato († 1928)
- 1871 - Frank Schlesinger, astronomo statunitense († 1943)
- 1872 - Maximilian Bayer, militare prussiano († 1917)
- 1872 - Amalia Moretti Foggia, giornalista e medica italiana († 1947)
- 1873 - William Slade, tiratore di fune britannico († 1941)
- 1874 - George Grossmith Jr., attore, compositore e produttore teatrale inglese († 1935)
- 1875 - Giuseppe Fagiolari, magistrato e politico italiano († 1950)
- 1875 - Giuseppe Migone, arcivescovo cattolico italiano († 1951)
- 1875 - Federico Orlando, pittore italiano († 1953)
- 1875 - Harriet Quimby, aviatrice, giornalista e sceneggiatrice statunitense († 1912)
- 1877 - Augusto Pollastri, liutaio italiano († 1927)
- 1877 - Ulderico Tegani, giornalista, scrittore e romanziere italiano († 1951)
- 1880 - Marcel Leboutte, calciatore belga († 1976)
- 1881 - Theodore von Kármán, ingegnere, fisico e matematico ungherese († 1963)
- 1881 - Fred Schmind, ginnasta e multiplista statunitense († 1960)
- 1881 - Jan van Gilse, compositore e direttore d'orchestra olandese († 1944)
- 1882 - Dante Fornasir, ingegnere italiano († 1958)
- 1882 - Hugo Häring, architetto tedesco († 1958)
- 1882 - Theodore Studier, ginnasta statunitense († 1959)
- 1884 - Alma Gluck, soprano rumeno († 1938)
- 1884 - Josef Linzmayer, calciatore austriaco († 1931)
- 1884 - Otto von Rosen, tiratore a segno svedese († 1963)
- 1885 - Raymond Gigot, calciatore francese († 1915)
- 1885 - King Oliver, compositore e direttore d'orchestra statunitense († 1938)
- 1885 - Albert Parker, regista, sceneggiatore e attore statunitense († 1974)
- 1885 - Gaspar Vianna, medico brasiliano († 1914)
- 1886 - Bernardus Croon, canottiere olandese († 1960)
- 1886 - Giuseppe Lombardi, ammiraglio italiano († 1978)
- 1886 - Einar Olsen, fotografo danese († 1966)
- 1887 - Cesare Carlo Baronio, presbitero italiano († 1974)
- 1887 - Johan Burk, canottiere olandese
- 1887 - Roberto Ciaramella, cantante e attore teatrale italiano († 1961)
- 1887 - Josef Glaser, calciatore tedesco († 1969)
- 1887 - Maria Gramegna, matematica italiana († 1915)
- 1887 - Angelo Mazzola, compositore e chitarrista italiano († 1974)
- 1887 - Alexander Richardson, bobbista e militare britannico († 1964)
- 1888 - Guglielmo Barnabò, attore italiano († 1954)
- 1888 - Irving Berlin, compositore statunitense († 1989)
- 1888 - Emilio Giglioli, generale italiano († 1957)
- 1888 - Willis Lee, ammiraglio e tiratore a segno statunitense († 1945)
- 1888 - Vittorio Morelli di Popolo, allenatore di calcio e calciatore italiano († 1963)
- 1889 - Paul Nash, pittore britannico († 1946)
- 1889 - Felix Tekusch, calciatore austriaco († 1916)
- 1889 - Václav Titl, calciatore boemo († 1923)
- 1890 - Willie Applegarth, velocista britannico († 1958)
- 1890 - Helge Løvland, multiplista norvegese († 1984)
- 1890 - Rigoletto Trezzi, calciatore, arbitro di calcio e dirigente sportivo italiano († 1974)
- 1890 - Imre Zachár, nuotatore e pallanuotista ungherese († 1954)
- 1891 - Henry Morgenthau Jr., politico statunitense († 1967)
- 1892 - Shintarō Hashimoto, ammiraglio giapponese († 1945)
- 1892 - Margaret Rutherford, attrice britannica († 1972)
- 1892 - Angelo Spanio, politico e medico italiano († 1976)
- 1893 - Giuseppe De Florentiis, saggista e traduttore italiano († 1978)
- 1893 - Robert Girardet, velista francese († 1977)
- 1894 - Ellsworth Bunker, diplomatico statunitense († 1984)
- 1894 - Adriaan Dijxhoorn, militare e politico olandese († 1953)
- 1894 - Martha Graham, danzatrice e coreografa statunitense († 1991)
- 1894 - Anton Mussert, ingegnere e politico olandese († 1946)
- 1894 - Egidio Rovelli, calciatore italiano († 1918)
- 1894 - Carl Seelig, scrittore e mecenate svizzero († 1962)
- 1894 - Ferdinand Swatosch, allenatore di calcio e calciatore austriaco († 1974)
- 1894 - Guido Tallone, pittore italiano († 1967)
- 1894 - Carolina Matilde di Schleswig-Holstein-Sonderburg-Glücksburg, principessa tedesca († 1972)
- 1895 - Jacques Brugnon, tennista francese († 1978)
- 1895 - Jean Haag, calciatore svizzero († 1976)
- 1895 - Jiddu Krishnamurti, filosofo, oratore e mistico apolide († 1986)
- 1895 - Jan Parandowski, scrittore e docente polacco († 1978)
- 1895 - Will-Erich Peuckert, antropologo e saggista tedesco († 1969)
- 1895 - William Grant Still, compositore e direttore d'orchestra statunitense († 1978)
- 1896 - Lela Bliss, attrice statunitense († 1980)
- 1896 - Giulio Bonfiglio, politico e militare italiano († 1958)
- 1896 - Paul Bäumer, militare e aviatore tedesco († 1927)
- 1896 - Toshiko Higashikuni, principessa giapponese († 1978)
- 1896 - Antonio Marasco, pittore, scultore e scrittore italiano († 1975)
- 1896 - József Szabó, allenatore di calcio e calciatore ungherese († 1973)
- 1896 - Filippo de Pisis, pittore e scrittore italiano († 1956)
- 1897 - Kurt Gerron, attore, regista e cantante tedesco († 1944)
- 1898 - Ivo Fiorentini, allenatore di calcio italiano († 1992)
- 1898 - Hans Fleischmann, calciatore tedesco († 1978)
- 1898 - Luigi Gallotta, fotografo italiano († 1995)
- 1898 - Olga Solbelli, attrice italiana († 1976)
- 1899 - Leonida Bietti, calciatore italiano
- 1899 - Curt Courant, direttore della fotografia tedesco († 1968)
- 1899 - Josef von Maier, aviatore austro-ungarico († 1958)
- 1899 - Margarete Metzner, pattinatrice artistica su ghiaccio tedesca
- 1899 - Herbert Nebe, ciclista su strada tedesco († 1985)
- 1899 - Sára Salkaházi, religiosa ungherese († 1944)
- 1900 - Pridi Banomyong, politico, giurista e avvocato thailandese († 1983)

## XX secolo(864)
- 1901 - Rose Ausländer, poetessa rumena († 1988)
- 1901 - Domenico del Santissimo Sacramento, presbitero spagnolo († 1927)
- 1901 - Josslyn Hay, XXII conte di Erroll, nobile scozzese († 1941)
- 1901 - Camillo Mastrocinque, regista e sceneggiatore italiano († 1969)
- 1901 - Carlo Vanza, anarchico svizzero († 1976)
- 1902 - Alexandre Kojève, filosofo francese († 1968)
- 1902 - Kirill Semënovič Moskalenko, generale e politico sovietico († 1985)
- 1902 - Karl Pärsimägi, pittore estone († 1942)
- 1902 - Bidu Sayão, soprano brasiliano († 1999)
- 1902 - Sava Sekulić, pittore serbo († 1989)
- 1903 - Francesco Curreli, partigiano italiano († 1972)
- 1903 - Charlie Gehringer, giocatore di baseball statunitense († 1993)
- 1903 - Manuel Nogueras Carretero, calciatore spagnolo († 1982)
- 1904 - Salvador Dalí, pittore, scultore e scrittore spagnolo († 1989)
- 1904 - Hans Lion, schermidore austriaco († 1969)
- 1904 - Mariano Yurrita, calciatore spagnolo († 1976)
- 1905 - Lise de Baissac, agente segreta mauriziana († 2004)
- 1905 - Avelino Martins, calciatore portoghese († 1982)
- 1905 - Pedro Petrone, calciatore uruguaiano († 1964)
- 1905 - Augusto Hamann Rademaker Grünewald, ammiraglio e politico brasiliano († 1985)
- 1905 - Grete Weiskopf, scrittrice tedesca († 1966)
- 1906 - Jacqueline Cochran, aviatrice statunitense († 1980)
- 1907 - Pasquale Soccio, scrittore italiano († 2001)
- 1908 - Franco Berardelli, poeta italiano († 1932)
- 1908 - Betty Boyd, attrice statunitense († 1971)
- 1908 - Mario Brini, arcivescovo cattolico italiano († 1995)
- 1908 - John Newbold Happy Camp, politico statunitense († 1987)
- 1908 - Gian Carlo Dal Verme, dirigente sportivo e scacchista italiano († 1985)
- 1908 - Ludovico Geymonat, filosofo, matematico e storico della filosofia italiano († 1991)
- 1908 - Denys Page, filologo classico britannico († 1978)
- 1908 - Gino Sassetti, calciatore italiano († 1994)
- 1908 - Bata, calciatore spagnolo († 1986)
- 1909 - René Bousquet, prefetto francese († 1993)
- 1909 - Gaetano Ragusa, calciatore brasiliano († 1978)
- 1909 - Nicolas Roudenko, attore francese († 1976)
- 1909 - George Roughton, calciatore e allenatore di calcio inglese († 1989)
- 1909 - Karel Růžička, bobbista cecoslovacco
- 1909 - Marcel Van Houtte, ciclista su strada e pistard belga († 2001)
- 1910 - Domenico Rivalta, partigiano italiano († 1945)
- 1911 - Bruno Foglia, calciatore italiano († 2005)
- 1911 - Robert P. McCulloch, imprenditore e inventore statunitense († 1977)
- 1911 - Phil Silvers, attore, cantante e cabarettista statunitense († 1985)
- 1911 - Doodles Weaver, attore statunitense († 1983)
- 1912 - Saadat Hasan Manto, scrittore, saggista e commediografo pakistano († 1955)
- 1912 - Sergej Mašera, ufficiale jugoslavo († 1941)
- 1912 - Don Towsley, animatore e regista statunitense († 1986)
- 1913 - Ezio Cecchi, ciclista su strada italiano († 1984)
- 1913 - Robert Jungk, giornalista e saggista austriaco († 1994)
- 1913 - Helmut Rosenbaum, militare tedesco († 1944)
- 1913 - Andrej Severnyj, astrofisico russo († 1987)
- 1914 - Luciano Bettarini, compositore italiano († 1997)
- 1914 - Alberto Buccicardi, allenatore di calcio cileno († 1970)
- 1914 - Haroun Tazieff, ingegnere, agronomo e geologo polacco († 1998)
- 1914 - Anatolij Gavrilovič Ufimcev, scacchista kazako († 2000)
- 1915 - Osvaldo Conti, militare e marinaio italiano († 1939)
- 1915 - Aníbal Paciência, calciatore portoghese († 1957)
- 1915 - Mario Provaglio, calciatore italiano († 1944)
- 1915 - Nathan Scott, compositore statunitense († 2010)
- 1916 - Camilo José Cela, scrittore spagnolo († 2002)
- 1917 - John B. Calhoun, etologo statunitense († 1995)
- 1917 - Eva Garza, cantante e attrice statunitense († 1966)
- 1918 - Robert Bradford Fox, antropologo e archeologo statunitense († 1985)
- 1918 - Richard Feynman, fisico e divulgatore scientifico statunitense († 1988)
- 1918 - Phil Rasmussen, aviatore statunitense († 2005)
- 1919 - John Michael Hayes, sceneggiatore e giornalista statunitense († 2008)
- 1919 - Eno Mucchiutti, baritono italiano († 2019)
- 1919 - Salvatore Sciascia, editore italiano († 1986)
- 1920 - Ercole Agnoletti, presbitero, storico e archivista italiano († 2007)
- 1920 - Lionel Galand, linguista francese († 2017)
- 1920 - Gjon Kujxhija, musicista e musicologo albanese († 1943)
- 1920 - Enotrio Pugliese, pittore italiano († 1989)
- 1920 - Denver Pyle, attore statunitense († 1997)
- 1921 - Geoff Crossley, pilota automobilistico britannico († 2002)
- 1921 - Riccardo Dalla Torre, calciatore e allenatore di calcio italiano († 1982)
- 1921 - Lino Vitale, politico italiano († 1996)
- 1921 - Eugenio Zordan, calciatore italiano († 1990)
- 1922 - Nestor Chylak, arbitro di baseball statunitense († 1982)
- 1922 - Béla Egresi, calciatore ungherese († 1999)
- 1922 - Jean Engels, ciclista su strada belga († 1972)
- 1922 - Leslie Thomas Manser, militare e aviatore britannico († 1942)
- 1923 - Corrado Balducci, presbitero italiano († 2008)
- 1923 - Eugenio Calabi, matematico statunitense († 2023)
- 1923 - Salvatore Cucuzza Silvestri, vulcanologo italiano († 2012)
- 1924 - Evgenij Borisovič Dynkin, matematico russo († 2014)
- 1924 - Antony Hewish, astronomo britannico († 2021)
- 1924 - Marino Marini, cantante, pianista e compositore italiano († 1997)
- 1924 - Luděk Pachman, scacchista cecoslovacco († 2003)
- 1924 - Oscar Valdambrini, trombettista italiano († 1996)
- 1925 - Fernando Alloni, pattinatore di velocità su ghiaccio italiano († 2015)
- 1925 - Rubem Fonseca, scrittore e sceneggiatore brasiliano († 2020)
- 1925 - Günther Simon, attore tedesco († 1972)
- 1925 - Georges Stuber, calciatore svizzero († 2006)
- 1926 - Yvonne Furneaux, attrice francese († 2024)
- 1926 - Paul Gillon, fumettista francese († 2011)
- 1926 - Rudolf Kassel, filologo classico tedesco († 2020)
- 1926 - Osman Ragheb, attore, doppiatore e direttore del doppiaggio egiziano († 2024)
- 1926 - Teddy Scholten, cantante olandese († 2010)
- 1926 - Frank Thring, attore australiano († 1994)
- 1927 - Bruno Alfieri, critico d'arte e editore italiano († 2008)
- 1927 - Bernard Fox, attore britannico († 2016)
- 1927 - Ed Gayda, cestista statunitense († 2021)
- 1927 - Marie Kovářová, ginnasta cecoslovacca († 2023)
- 1927 - Sergio Lenci, architetto italiano († 2001)
- 1928 - Yaacov Agam, scultore e artista israeliano
- 1928 - Clifford Darling, politico bahamense († 2011)
- 1928 - Marco Ferreri, regista, sceneggiatore e attore italiano († 1997)
- 1928 - Arthur Foulkes, politico bahamense
- 1928 - Giorgia O'Brien, cantante e attrice italiana († 2004)
- 1928 - Luisella Visconti, doppiatrice, attrice e modella italiana († 1967)
- 1928 - Frank Wolff, attore statunitense († 1971)
- 1929 - Salomón Awad, ex cestista cileno
- 1929 - Guy Boissière, nuotatore francese († 2005)
- 1929 - Margaret Kerry, attrice e doppiatrice statunitense
- 1929 - Eva Schloss, superstite dell'Olocausto e scrittrice austriaca
- 1929 - Arturo Yamasaki, arbitro di calcio peruviano († 2013)
- 1930 - Kamau Brathwaite, poeta barbadiano († 2020)
- 1930 - Edsger Dijkstra, informatico olandese († 2002)
- 1930 - Stanley Elkin, scrittore statunitense († 1995)
- 1930 - Per Knudsen, allenatore di calcio e calciatore norvegese († 2006)
- 1930 - Roland Korn, architetto tedesco
- 1930 - Gordon Langford, compositore e arrangiatore inglese († 2017)
- 1930 - Loretta Montemaggi, politica italiana († 2007)
- 1930 - Edoardo Orlando, ex calciatore italiano
- 1930 - Stefan Wójcik, cestista polacco († 1984)
- 1931 - Clarence Anglin, criminale statunitense
- 1931 - Guido Bonino, politico italiano († 2022)
- 1931 - Jake Foster, pallanuotista australiano († 2013)
- 1931 - Addo Kazianka, ex ciclista su strada italiano
- 1931 - Angus McBride, pittore e illustratore inglese († 2007)
- 1931 - Grazia Raffa, poetessa italiana († 2018)
- 1931 - Americo Severini, ciclista su strada e ciclocrossista italiano († 2020)
- 1931 - José María Sánchez Lage, calciatore e allenatore di calcio argentino († 2004)
- 1932 - Ján Hucko, calciatore e allenatore di calcio cecoslovacco († 2020)
- 1932 - Francisco Umbral, scrittore e giornalista spagnolo († 2007)
- 1932 - Valentino, stilista italiano
- 1932 - Mustafa Tlass, generale e politico siriano († 2017)
- 1933 - Eduardo Coutinho, regista e giornalista brasiliano († 2014)
- 1933 - Louis Farrakhan, religioso statunitense
- 1933 - Mychal Judge, francescano statunitense († 2001)
- 1933 - Carlos Lyra, cantante, compositore e chitarrista brasiliano († 2023)
- 1933 - Anna Marguerite McCann, archeologa e storica dell'arte statunitense († 2017)
- 1933 - Nian Weisi, allenatore di calcio e ex calciatore cinese
- 1933 - Aldo Loris Rossi, architetto italiano († 2018)
- 1933 - Sagar Sarhadi, sceneggiatore e regista indiano († 2021)
- 1934 - Thomas Buergenthal, magistrato tedesco († 2023)
- 1934 - Rosanna Chiessi, editrice italiana († 2016)
- 1934 - Ofelia Giudicissi Curci, poetessa, scrittrice e archeologa italiana († 1981)
- 1934 - Andre Gregory, attore e regista francese
- 1934 - Jim Jeffords, politico e avvocato statunitense († 2014)
- 1934 - Jack Twyman, cestista statunitense († 2012)
- 1934 - Adalberto Vallega, geografo italiano († 2006)
- 1935 - Ludgarda Buzek, politica, chimica e ingegnere polacca
- 1935 - Francesco Cocco, architetto e artista italiano († 2017)
- 1935 - Dick Leitsch, attivista statunitense († 2018)
- 1935 - Doug McClure, attore statunitense († 1995)
- 1935 - Renzo Moschini, scrittore e politico italiano
- 1935 - Stuart O'Connell, vescovo cattolico neozelandese († 2019)
- 1936 - Carla Bley, compositrice, pianista e organista statunitense († 2023)
- 1936 - Abbes Harchi, ex schermidore marocchino
- 1936 - Hristo Iliev, calciatore bulgaro († 1974)
- 1936 - Olga Xirinacs Díaz, scrittrice e pianista spagnola
- 1937 - Aroldo Cascia, politico italiano († 2020)
- 1937 - Ildikó Rejtő-Ujlaki-Sági, ex schermitrice ungherese
- 1937 - German Svešnikov, schermidore sovietico († 2003)
- 1937 - Franco Venturini, regista, attore e sceneggiatore italiano († 2024)
- 1938 - Roberto Franchi, politico italiano († 1995)
- 1938 - Bruce Langhorne, chitarrista e polistrumentista statunitense († 2017)
- 1938 - Joan Margarit i Consarnau, poeta e architetto spagnolo († 2021)
- 1938 - Mario Omar Méndez, calciatore uruguaiano († 2020)
- 1938 - Narendra Patel, medico britannico
- 1938 - David Ridgway, storico e etruscologo britannico († 2012)
- 1938 - Maria Scicolone, personaggio televisivo e scrittrice italiana
- 1938 - Clive Wearing, musicologo britannico
- 1939 - Dumitru Burlan, ex militare rumeno
- 1939 - René Cardona Jr., regista, attore e produttore cinematografico messicano († 2003)
- 1939 - Javier González, calciatore peruviano († 2018)
- 1939 - Adriana Mulassano, giornalista italiana
- 1939 - Cornel Porumb, altista rumeno († 2007)
- 1939 - Antoine Rufenacht, politico francese († 2020)
- 1939 - Félix Salinas, calciatore peruviano († 2021)
- 1939 - Ramón Siragusa, ex cestista portoricano
- 1939 - Tamara Zamotajlova, ex ginnasta sovietica
- 1939 - Samih al-Qasim, poeta e giornalista palestinese († 2014)
- 1940 - Luís Carlos Félix, arbitro di calcio brasiliano († 2015)
- 1940 - Giuseppe Giovenzana, politico italiano
- 1940 - Bruno Magliocchetti, politico italiano
- 1940 - Giovanni Manzolini, giornalista e politico italiano
- 1940 - Roberto Matosas, allenatore di calcio e ex calciatore uruguaiano
- 1940 - Žanna Prochorenko, attrice sovietica († 2011)
- 1941 - Gian Carlo Abelli, politico italiano († 2016)
- 1941 - Walter Boucquet, ciclista su strada e pistard belga († 2018)
- 1941 - Eric Burdon, cantante britannico
- 1941 - Vito Consoli, politico italiano († 1989)
- 1941 - Tatjana Ljujić-Mijatović, politica bosniaca
- 1942 - Irene di Grecia, principessa greca
- 1942 - Terence McGovern, attore e doppiatore statunitense
- 1942 - Cesare G. Romana, critico musicale e giornalista italiano († 2020)
- 1942 - Akiko Santō, politica, giornalista e attrice giapponese
- 1942 - Mario Tosi, direttore della fotografia italiano († 2021)
- 1943 - Jan Berg, allenatore di calcio e calciatore norvegese († 2005)
- 1943 - Nancy Greene, ex sciatrice alpina, allenatrice di sci alpino e politica canadese
- 1943 - Bill Inglis, allenatore di hockey su ghiaccio e ex hockeista su ghiaccio canadese
- 1944 - Jean Clareboudt, scultore francese († 1997)
- 1944 - Haidi Giuliani, attivista e ex politica italiana
- 1944 - Michael Grätzel, chimico tedesco
- 1944 - Rolf Peterson, ex canoista svedese
- 1944 - Roberto Ranghino, calciatore italiano († 2019)
- 1944 - Andy Rankin, calciatore inglese († 2023)
- 1944 - Francesco Surdich, storico italiano († 2024)
- 1944 - Milan Voračka, ex cestista cecoslovacco
- 1945 - Floyd Adams Jr., politico statunitense († 2014)
- 1945 - Mongezi Feza, trombettista, flautista e compositore sudafricano († 1975)
- 1945 - Renato Grilli, politico italiano († 2003)
- 1945 - Thomaz Koch, ex tennista brasiliano
- 1945 - Ferdinando Latteri, politico e medico italiano († 2011)
- 1945 - Jean Sarrus, cantante, bassista e attore francese († 2025)
- 1945 - Luigi Villa, ex calciatore italiano
- 1946 - Bob Christian, ex cestista statunitense
- 1946 - Steve Curry, attore, cantante e ballerino statunitense († 2014)
- 1946 - Flavius Domide, ex calciatore rumeno
- 1946 - Robert Jarvik, ingegnere statunitense († 2025)
- 1946 - Terri Lee Stickles, ex nuotatrice statunitense
- 1946 - Ernesto Mair, ex slittinista italiano
- 1946 - László Polgár, psicologo e compositore di scacchi ungherese
- 1946 - José Samyn, ciclista su strada e pistard belga († 1969)
- 1946 - Cobie Sikkens, nuotatrice olandese
- 1946 - Sergio Soave, politico e storico italiano
- 1946 - Milton Viera, ex calciatore uruguaiano
- 1947 - Paolo Farinella, presbitero, teologo e biblista italiano
- 1947 - Makoto Fujiwara, cantante giapponese († 2002)
- 1947 - Giampaolo Giuliani, italiano († 2022)
- 1947 - Elisabeth Käsemann, sociologa tedesca († 1977)
- 1947 - Luigi Marino, sindacalista e politico italiano
- 1947 - Don McKenzie, nuotatore statunitense († 2008)
- 1947 - Jurij Sëmin, ex calciatore e allenatore di calcio sovietico
- 1948 - José Aguinaga, ex calciatore spagnolo
- 1948 - Nirj Deva, politico britannico
- 1948 - Carmelo Giovanni Donno, storico italiano († 2023)
- 1948 - Pam Ferris, attrice gallese
- 1948 - Alfred Matt, ex sciatore alpino e allenatore di sci alpino austriaco
- 1948 - Ken Mayfield, ex cestista statunitense
- 1948 - Franco Nanni, dirigente sportivo, allenatore di calcio e ex calciatore italiano
- 1948 - Piergiorgio Stiffoni, ex politico italiano
- 1948 - Larry Woods, ex giocatore di football americano statunitense
- 1949 - João Botelho, regista e sceneggiatore portoghese
- 1949 - Cien Caras, wrestler messicano
- 1949 - Trygve Christophersen, ex calciatore norvegese
- 1949 - Ollie Johnson, ex cestista statunitense
- 1949 - Brian Morenz, ex hockeista su ghiaccio canadese
- 1949 - Klemens Schnorr, organista e musicista tedesco
- 1949 - Radimir Čačić, politico croato
- 1950 - Mariano Asaro, mafioso italiano
- 1950 - Renzo Dubbini, storico dell'architettura italiano
- 1950 - Siegbert Horn, canoista tedesco († 2016)
- 1950 - Maria Howell, attrice statunitense
- 1950 - John F. Kelly, politico statunitense
- 1950 - Jeremy Paxman, giornalista britannico
- 1950 - Renato Schifani, politico italiano
- 1950 - Gian Luca Veronesi, politico e dirigente d'azienda italiano
- 1951 - Luigi Di Marzio, politico italiano
- 1951 - Johnny Doyle, calciatore scozzese († 1981)
- 1951 - Eulalio García, ex ciclista su strada spagnolo
- 1951 - Francis Kerbiriou, ex velocista francese
- 1951 - Corinne Lepage, avvocato e politica francese
- 1951 - Lyn McClements, ex nuotatrice australiana
- 1951 - Maurizio Mori, filosofo italiano
- 1951 - Mark Rocco, wrestler britannico († 2020)
- 1951 - Salvatore Toma, poeta italiano († 1987)
- 1951 - Bill Wall, ingegnere e scacchista statunitense
- 1951 - Basma bint Talal, principessa giordana
- 1952 - Frances Fisher, attrice statunitense
- 1952 - Guillermo Martínez González, poeta, saggista e editore colombiano († 2016)
- 1952 - Giangilberto Monti, cantautore, scrittore e drammaturgo italiano
- 1952 - Renzo Musumeci Greco, maestro di scherma italiano
- 1952 - Renaud, cantautore e attore francese
- 1952 - João Evangelista Santiago Dino, calciatore brasiliano († 2022)
- 1952 - Shohreh Aghdashloo, attrice iraniana
- 1953 - Đorđe Balašević, cantautore jugoslavo († 2021)
- 1953 - Giancarlo Flati, pittore, scrittore e chirurgo italiano
- 1953 - Boyd Gaines, attore statunitense
- 1953 - Carmen Llera, scrittrice spagnola
- 1953 - Kiti Mánver, attrice spagnola
- 1953 - Helma Orosz, politica tedesca
- 1953 - Gordana Siljanovska-Davkova, politica e giurista macedone
- 1953 - Vaït Talğaev, allenatore di calcio e ex calciatore kazako
- 1954 - Ferdinando Adornato, politico e giornalista italiano
- 1954 - Walter Cussigh, pilota motociclistico italiano
- 1954 - Mino De Blasio, poeta, scrittore e giornalista italiano († 2010)
- 1954 - John Gregory, allenatore di calcio e ex calciatore inglese
- 1954 - Judith Weir, compositrice inglese
- 1955 - Giacomo Mauro D'Ariano, fisico italiano
- 1955 - Mario De Candia, attore italiano
- 1955 - Armando Fernández Alatorre, ex pallanuotista tedesco
- 1955 - J. J. Jeczalik, musicista e produttore discografico britannico
- 1955 - Fang Fang, scrittrice cinese
- 1955 - William P. Young, scrittore canadese
- 1956 - Aniello Di Nardo, politico italiano
- 1956 - Nancy Hower, attrice e regista televisiva statunitense
- 1956 - Antonio Polito, giornalista e politico italiano
- 1956 - Stefano Sabelli, attore, regista teatrale e drammaturgo italiano
- 1956 - Antanas Sireika, ex cestista e allenatore di pallacanestro lituano
- 1957 - Fanny Cottençon, attrice e produttrice cinematografica francese
- 1957 - Marco Filibeck, direttore della fotografia italiano
- 1957 - Riccardo Matteucci, ex giocatore di baseball italiano
- 1957 - Hidemi Miyashita, ex sollevatore giapponese
- 1957 - Peter North, ex attore pornografico canadese
- 1957 - Giuseppe Sabbatini, tenore italiano
- 1957 - Miss Xox, musicista, cantante e produttore discografico italiano
- 1958 - Sesa Amici, politica italiana
- 1958 - Peter Antonie, canottiere australiano
- 1958 - Christian Brando, attore e criminale statunitense († 2008)
- 1958 - Neil Carter, chitarrista britannico
- 1958 - Linzi Drew, attrice, ex modella e ex attrice pornografica britannica
- 1958 - Brice Hortefeux, politico francese
- 1958 - Mario Sesti, regista, giornalista e critico cinematografico italiano
- 1958 - Phil Smyth, ex cestista e allenatore di pallacanestro australiano
- 1958 - Viktor Soc, ex sollevatore sovietico
- 1959 - Silvio Barbato, direttore d'orchestra e compositore brasiliano († 2009)
- 1959 - Robert Ellie, ex calciatore venezuelano
- 1959 - Giovanni Grattoni, ex cestista italiano
- 1959 - Didier Guillaume, politico francese († 2025)
- 1959 - Gianfranco Mazzoni, giornalista e telecronista sportivo italiano
- 1959 - Martha Quinn, attrice statunitense
- 1959 - Marco Scardigli, saggista e scrittore italiano
- 1959 - Ion Adrian Zare, calciatore rumeno († 2022)
- 1960 - Jesper Asholt, attore danese
- 1960 - Mark Burgess, cantante, bassista e compositore inglese
- 1960 - Giusy Devinu, soprano italiano († 2007)
- 1960 - Vladimir Dolgov, nuotatore sovietico († 2022)
- 1960 - Sergio Ermotti, banchiere e manager svizzero
- 1960 - Valerio Jalongo, regista, sceneggiatore e produttore cinematografico italiano
- 1960 - Jürgen Schult, ex discobolo e allenatore di atletica leggera tedesco
- 1960 - Anja Zavadlav, ex sciatrice alpina slovena
- 1960 - Georgij Šengelija, regista russo
- 1961 - Christiane Arp, giornalista tedesca
- 1961 - Marco Castoro, giornalista italiano
- 1961 - Paul Diamond, ex wrestler e ex calciatore jugoslavo
- 1961 - Vladimir Aleksandrovič Kolokol'cev, poliziotto e politico russo
- 1961 - Sona MacDonald, attrice austriaca
- 1961 - Ciro Marques Delgado, ex nuotatore brasiliano
- 1961 - Daniel Nikolac, calciatore venezuelano († 2020)
- 1961 - Patrizia Pasqui, drammaturga e regista teatrale italiana
- 1961 - Kesang Wangmo Wangchuck, principessa bhutanese
- 1962 - Steve Bono, ex giocatore di football americano statunitense
- 1962 - Luca Drudi, pilota automobilistico italiano
- 1962 - Christian Frederiksen, ex canoista danese
- 1962 - Emmanuelle Haïm, clavicembalista e direttrice d'orchestra francese
- 1962 - Pete Johansen, violinista norvegese
- 1962 - Georgi Mladenov, ex cestista e allenatore di pallacanestro bulgaro
- 1962 - Arne Nielsson, ex canoista danese
- 1962 - Johanna Nurmimaa, attrice, cantante e doppiatrice finlandese
- 1962 - Paolo Viacava, velista italiano
- 1962 - Alyson Williams, cantante statunitense
- 1963 - Besnik Bilali, ex calciatore albanese
- 1963 - Mark Breland, ex pugile e attore statunitense
- 1963 - Giulio Cadeo, allenatore di pallacanestro italiano
- 1963 - Roark Critchlow, attore canadese
- 1963 - Francesco Giro, politico italiano
- 1963 - Mohammad Yousef Kargar, allenatore di calcio e ex calciatore afghano
- 1963 - Filippo Montesi, militare italiano († 1983)
- 1963 - Natasha Richardson, attrice britannica († 2009)
- 1963 - Sangay Choden Wangchuck, regina bhutanese
- 1963 - Nina Stemme, soprano svedese
- 1964 - Charlotte d'Amboise, ballerina, attrice e cantante statunitense
- 1964 - Marina Benedetti, storica italiana
- 1964 - Claudio Chillemi, scrittore italiano
- 1964 - Enrico Grimani, ex ciclista su strada italiano
- 1964 - John Letts, ex tennista statunitense
- 1964 - Angelo Lorenzetti, allenatore di pallavolo italiano
- 1964 - Tim Blake Nelson, attore e regista statunitense
- 1964 - John Parrott, giocatore di snooker inglese
- 1965 - Stefano Domenicali, dirigente d'azienda italiano
- 1965 - Greg Dulli, cantante, chitarrista e compositore statunitense
- 1965 - Jeremy Goss, ex calciatore gallese
- 1965 - Estelle Lefébure, attrice e ex modella francese
- 1965 - Marguerite MacIntyre, attrice e sceneggiatrice statunitense
- 1965 - Carlo Maccari, politico italiano
- 1965 - Luca Prina, allenatore di calcio, dirigente sportivo e ex calciatore italiano
- 1965 - Mike Sifringer, chitarrista tedesco
- 1965 - Kerstin Skagius, ex cestista svedese
- 1965 - Sally Buzbee, giornalista statunitense
- 1965 - Davide Van De Sfroos, cantautore, chitarrista e scrittore italiano
- 1966 - Bill Ackman, imprenditore statunitense
- 1966 - Antonella Baldini, doppiatrice italiana
- 1966 - Christiane Hebold, cantante tedesca
- 1966 - Guido Improta, politico, dirigente pubblico e dirigente d'azienda italiano
- 1966 - Michelle MacPherson, ex nuotatrice canadese
- 1966 - Christoph Schneider, batterista tedesco
- 1966 - Luca Vendruscolo, regista e sceneggiatore italiano
- 1967 - Mislav Bezmalinović, pallanuotista jugoslavo († 2024)
- 1967 - Patricia Chauvet, ex sciatrice alpina francese
- 1967 - Alberto García Aspe, ex calciatore messicano
- 1967 - Sue Gardner, giornalista canadese
- 1967 - Johan Heldenbergh, attore, drammaturgo e regista belga
- 1967 - Zdeněk Jánoš, calciatore ceco († 1999)
- 1967 - Apache Indian, musicista e cantante britannico
- 1967 - Jacob Moli, allenatore di calcio e ex calciatore salomonese
- 1967 - Andrés Antonio Romero, ex calciatore cileno
- 1967 - Géza Röhrig, attore, poeta e cantante ungherese
- 1968 - Daniel Calparsoro, regista e sceneggiatore spagnolo
- 1968 - Sandu Ciorbă, cantante rumeno
- 1968 - Jeffrey Donovan, attore e regista statunitense
- 1968 - Harald Gämperle, allenatore di calcio e ex calciatore svizzero
- 1968 - Ana Jara, politica e avvocata peruviana
- 1968 - Maurizio Modica, conduttore radiofonico italiano
- 1968 - Alberto Ostini, fumettista e sceneggiatore italiano
- 1968 - Giannīs Papagiannīs, ex cestista greco
- 1968 - Dmitrij Šakulin, ex cestista e allenatore di pallacanestro russo
- 1968 - Serhij Ušakov, ex ciclista su strada ucraino
- 1968 - John Williams, ex calciatore inglese
- 1968 - David Young, politico statunitense
- 1968 - Judith Zeidler, ex canottiera tedesca
- 1968 - Turki bin Talal Al Sa'ud, principe e militare saudita
- 1969 - James Barriscale, attore, regista e doppiatore britannico
- 1969 - Dmitrij Čeryšev, allenatore di calcio e ex calciatore russo
- 1969 - Margherita Corrado, politica italiana
- 1969 - Annie Pootoogook, artista canadese († 2016)
- 1969 - Fernando Terremoto, cantante spagnolo († 2010)
- 1969 - Simon Vroemen, ex siepista olandese
- 1970 - José Buitrago, arbitro di calcio colombiano
- 1970 - Dmitrij Černjakov, regista teatrale e direttore teatrale russo
- 1970 - Harold Ford, politico statunitense
- 1970 - Nicky Katt, attore statunitense († 2025)
- 1970 - Judit Kormos, linguista ungherese
- 1970 - Valter Matošević, ex pallamanista e allenatore di pallamano croato
- 1970 - Rubén Michavila, ex pallanuotista spagnolo
- 1970 - Yasuhiko Niimura, ex calciatore giapponese
- 1970 - Jason Queally, ex pistard britannico
- 1970 - Sérgio Luís de Araújo, ex calciatore brasiliano
- 1970 - Shinsuke Shiotani, ex calciatore giapponese
- 1971 - Dominique Arribagé, allenatore di calcio e ex calciatore francese
- 1971 - Sacha Bennett, attore, regista e sceneggiatore britannico
- 1971 - Ale e Franz, comico e conduttore televisivo italiano
- 1971 - Wilson Chacón, ex calciatore venezuelano
- 1971 - Cornelia Gayden, ex cestista statunitense
- 1971 - Robert Kaliňák, politico slovacco
- 1971 - Hidehiro Kikuchi, doppiatore giapponese
- 1971 - Bernard Lambourde, dirigente sportivo e ex calciatore francese
- 1971 - Alberto Rodríguez Librero, regista e sceneggiatore spagnolo
- 1971 - Walter Silvani, ex calciatore argentino
- 1972 - Andrea Barattin, ex rugbista a 15 e dirigente sportivo italiano
- 1972 - Concha Buika, cantante spagnola
- 1972 - Gabriele Colombo, ex ciclista su strada italiano
- 1972 - Tomáš Dvořák, ex multiplista ceco
- 1972 - Jenny Elvers, attrice tedesca
- 1972 - Luca Furbatto, ingegnere italiano
- 1972 - Patrick Koller, ex cestista e allenatore di pallacanestro svizzero
- 1972 - Brian MacPhie, allenatore di tennis e ex tennista statunitense
- 1972 - Carlo Marini, ex calciatore canadese
- 1972 - Lori Melien, ex nuotatrice canadese
- 1972 - Aaron Pearl, attore canadese
- 1972 - Juan Carlos Ríos, ex calciatore boliviano
- 1972 - Polymnia Saregkou, ex cestista greca
- 1973 - Aljaksej Aljaksandraŭ, scacchista bielorusso
- 1973 - Alexander Gschliesser, allenatore di hockey su ghiaccio e ex hockeista su ghiaccio italiano
- 1973 - Amik Guerra, trombettista cubano
- 1973 - Gökhan Güney, ex cestista turco
- 1973 - Kasia Klich, cantante polacca
- 1973 - Igor Matovič, politico slovacco
- 1973 - Mark Neveldine, regista e sceneggiatore statunitense
- 1973 - Annalisa Nisiro, ex nuotatrice italiana
- 1973 - Álvaro Núñez, ex calciatore uruguaiano
- 1973 - Tsuyoshi Ogata, maratoneta giapponese
- 1973 - Elena Paparazzo, ex cestista italiana
- 1973 - Marco Pastore, ex sciatore alpino italiano
- 1973 - Dean Pullar, tuffatore australiano
- 1973 - Jarosław Rodzewicz, schermidore polacco
- 1973 - Ermin Šiljak, ex calciatore sloveno
- 1973 - Sabine Völker, ex pattinatrice di velocità su ghiaccio tedesca
- 1973 - Noe Zárate, ex calciatore messicano
- 1974 - Simon Aspelin, ex tennista svedese
- 1974 - Marvin Brown, ex calciatore honduregno
- 1974 - Giuseppe Carlotti, scrittore italiano
- 1974 - Gélson Baresi, ex calciatore brasiliano
- 1974 - Luca Giovanardi, musicista italiano
- 1974 - Adam Kaufman, attore statunitense
- 1974 - Billy Kidman, ex wrestler statunitense
- 1974 - Benoît Magimel, attore francese
- 1974 - Simone Tomassini, cantautore italiano
- 1974 - Darren Ward, ex calciatore gallese
- 1974 - Tony Warner, allenatore di calcio e ex calciatore inglese
- 1974 - Zany, disc jockey e produttore discografico olandese
- 1975 - Coby Bell, attore statunitense
- 1975 - Vítor Campelos, allenatore di calcio portoghese
- 1975 - Ziyad Jarrah, terrorista libanese († 2001)
- 1975 - Riff Regan, attrice statunitense
- 1975 - Danny Schwarz, ex calciatore tedesco
- 1975 - Saverio Sticchi Damiani, dirigente sportivo italiano
- 1975 - Kathleen York, attrice, cantante e compositrice statunitense
- 1976 - Antonio García Murillo, ex cestista panamense
- 1976 - Kardinal Offishall, rapper canadese
- 1976 - Annelise Hesme, attrice francese
- 1976 - Branislav Labant, ex calciatore slovacco
- 1976 - Melvin Manhoef, artista marziale misto e kickboxer surinamese
- 1976 - Andy On, attore, artista marziale e cantante cinese
- 1976 - Alexander Perls, musicista e produttore discografico statunitense
- 1976 - Lloyd Pierce, allenatore di pallacanestro e ex cestista statunitense
- 1976 - Bobby Roode, ex wrestler canadese
- 1976 - Sahlene, cantante svedese
- 1976 - Mikio Tachibana, fumettista giapponese
- 1977 - Janne Ahonen, ex saltatore con gli sci finlandese
- 1977 - Andrew Betts, ex cestista britannico
- 1977 - Nikolaj Bol'šakov, ex fondista russo
- 1977 - Caimin Douglas, ex velocista olandese
- 1977 - Pablo García, allenatore di calcio e ex calciatore uruguaiano
- 1977 - Armel Le Cléac'h, navigatore francese
- 1977 - Marcos Paulo Alves, ex calciatore brasiliano
- 1977 - Victor Matfield, ex rugbista a 15 sudafricano
- 1977 - Jiří Popelka, pallavolista ceco
- 1977 - Nathalie Pâque, cantante, attrice e regista teatrale belga
- 1977 - Steven So'oialo, rugbista a 15 samoano
- 1977 - Lorenzo Tamburini, truccatore italiano
- 1977 - Emanuele Upini, vignettista e scrittore italiano
- 1978 - Anvar Berdiev, allenatore di calcio e ex calciatore uzbeko
- 1978 - Ima, cantante canadese
- 1978 - Marc Bircham, allenatore di calcio e ex calciatore inglese
- 1978 - Laetitia Casta, supermodella e attrice francese
- 1978 - Antonio Colom, ex ciclista su strada spagnolo
- 1978 - Vidas Ginevičius, ex cestista e allenatore di pallacanestro lituano
- 1978 - Perttu Kivilaakso, violoncellista finlandese
- 1978 - Aneta Konieczna, canoista polacca
- 1978 - Siniša Kovačević, ex cestista bosniaco
- 1978 - Gonçalo Malheiro, ex rugbista a 15 e ingegnere portoghese
- 1978 - Aaron Olson, ex cestista canadese
- 1978 - Juvic Pagunsan, golfista filippino
- 1978 - Richard B. Spencer, giornalista e politico statunitense
- 1978 - Đào Thiên Hải, scacchista vietnamita
- 1979 - Giuseppe Albanese, pianista italiano
- 1979 - Tom Bacon, attore britannico
- 1979 - Tim Baillie, canoista britannico
- 1979 - Svein Tore Brandshaug, calciatore norvegese
- 1979 - Laphonza Butler, politica statunitense
- 1979 - Gonzalo Colsa, ex calciatore spagnolo
- 1979 - Diego Costa Silva, allenatore di calcio e ex calciatore brasiliano
- 1979 - Mary Elizabeth Ellis, attrice statunitense
- 1979 - Sorin Ghionea, ex calciatore rumeno
- 1979 - Ruslan Musayev, ex calciatore azero
- 1979 - Johanna Rolland, politica francese
- 1979 - Frank Schneider, arbitro di calcio francese
- 1979 - Ola Tidman, ex calciatore svedese
- 1980 - Jamar Brown, ex cestista statunitense
- 1980 - Alessandro Cattelan, conduttore televisivo, showman e conduttore radiofonico italiano
- 1980 - Paolo Cossi, fumettista italiano
- 1980 - Yanina Gaitán, ex calciatrice argentina
- 1980 - Óscar López Hernández, allenatore di calcio e ex calciatore spagnolo
- 1980 - Marisol Medina, ex calciatrice argentina
- 1980 - Nevio, cantautore e musicista tedesco
- 1980 - Míriam Nogueras, politica e imprenditrice spagnola
- 1980 - Andrea Rabito, allenatore di calcio, dirigente sportivo e ex calciatore italiano
- 1980 - Björgólfur Hideaki Takefusa, ex calciatore islandese
- 1981 - Roberto Gamarra, allenatore di calcio e ex calciatore paraguaiano
- 1981 - Adam Hansen, ciclista su strada australiano
- 1981 - Martin Hruška, calciatore ceco
- 1981 - Lauren Jackson, ex cestista australiana
- 1981 - Nurbol Jumasqalıev, ex calciatore kazako
- 1981 - Daisuke Matsui, ex calciatore giapponese
- 1981 - Yosniel Mesa, ex giocatore di calcio a 5 e ex calciatore cubano
- 1981 - Federico Mistrangelo, ex pallanuotista e allenatore di pallanuoto italiano
- 1981 - Austin O'Brien, attore statunitense
- 1981 - Todd Terje, musicista e disc jockey norvegese
- 1981 - Bogdan Olteanu, pallavolista rumeno
- 1981 - Olumide Oyedeji, ex cestista nigeriano
- 1981 - Terry Pheto, attrice sudafricana
- 1981 - Nello Russo, allenatore di calcio e ex calciatore italiano
- 1981 - Nadija Savčenko, politica, aviatrice e militare ucraina
- 1981 - Kara Taitz, attrice statunitense
- 1981 - Dan Trachtenberg, regista e sceneggiatore statunitense
- 1982 - Issame Charaï, allenatore di calcio e ex calciatore belga
- 1982 - Manuel Coppola, allenatore di calcio e ex calciatore italiano
- 1982 - Mauro Facci, ex ciclista su strada italiano
- 1982 - Iva Frühlingová, cantante e modella ceca
- 1982 - Viktor Gjyla, calciatore albanese
- 1982 - Evan Goldberg, sceneggiatore, regista e produttore cinematografico canadese
- 1982 - Jonathan Jackson, attore e musicista statunitense
- 1982 - Davide Matteini, ex calciatore italiano
- 1982 - Cory Monteith, attore e cantante canadese († 2013)
- 1982 - Jevhen Nepljach, ex calciatore ucraino
- 1982 - Agnieszka Pałka, ex cestista polacca
- 1982 - Janne Pesonen, hockeista su ghiaccio finlandese
- 1982 - Matias Raymaekers, ex pallavolista belga
- 1982 - Emilio Taboada, cestista uruguaiano
- 1982 - Montserrat Tomé, allenatrice di calcio e ex calciatrice spagnola
- 1982 - Andrew Walter, ex giocatore di football americano statunitense
- 1983 - Matt Berquist, rugbista a 15 neozelandese
- 1983 - Darío Conca, ex calciatore argentino
- 1983 - Daizee Haze, wrestler statunitense
- 1983 - Matias Kupiainen, chitarrista e produttore discografico finlandese
- 1983 - Kwak Sun-young, attrice sudcoreana
- 1983 - Matt Leinart, ex giocatore di football americano statunitense
- 1983 - Lorna, rapper panamense
- 1983 - Samad Nikkhah Bahrami, cestista iraniano
- 1983 - Jouni Pellinen, ex sciatore alpino e sciatore freestyle finlandese
- 1983 - Jana Romanova, ex biatleta russa
- 1983 - Steven Sotloff, giornalista statunitense († 2014)
- 1983 - Yumiko Tsuzuki, ex pallavolista giapponese
- 1983 - Akiko Uchida, ex pallavolista giapponese
- 1983 - Holly Valance, cantante, attrice e modella australiana
- 1984 - Willem Alberts, rugbista a 15 sudafricano
- 1984 - Marco Benedetti, doppiatore italiano
- 1984 - John Bowie, ex giocatore di football americano statunitense
- 1984 - Noah Bryant, pesista statunitense
- 1984 - Cyrille Carré, canoista francese
- 1984 - Victorio D'Alessandro, attore argentino
- 1984 - Andrés Iniesta, ex calciatore spagnolo
- 1984 - Daniel Kraus, allenatore di calcio e ex calciatore tedesco
- 1984 - Ivan Kryvošejenko, ex calciatore ucraino
- 1984 - Arttu Lappi, ex saltatore con gli sci finlandese
- 1984 - Suleka Mathew, attrice canadese
- 1984 - Luca Matteucci, ex cestista italiano
- 1984 - Christian Obodo, calciatore nigeriano
- 1984 - Veronika Rabada, cantante slovacca
- 1984 - Luis Robles, ex calciatore statunitense
- 1984 - Giggs, rapper e disc jockey britannico
- 1984 - Łukasz Trałka, ex calciatore polacco
- 1984 - Roko Ukić, ex cestista croato
- 1984 - Yang Hui-jong, cestista sudcoreano
- 1984 - Eglė Žygelytė, ex cestista lituana
- 1985 - Brandie Hoskins, ex cestista statunitense
- 1985 - Serena Iansiti, attrice italiana
- 1985 - Andrej Murnin, ex calciatore russo
- 1985 - Giulia Nasuti, calciatrice italiana
- 1985 - Juan Palacios, cestista colombiano
- 1985 - Arianna Spessotto, politica italiana
- 1985 - Shane Steichen, allenatore di football americano statunitense
- 1985 - Sunwoo Jung-a, cantautrice, compositrice e produttrice discografica sudcoreana
- 1985 - Kirsten van de Ven, ex calciatrice olandese
- 1986 - Tia Ballard, doppiatrice e attrice statunitense
- 1986 - Vanessa Ceruti, modella cilena
- 1986 - Tony Colombo, cantautore italiano
- 1986 - Abou Diaby, ex calciatore francese
- 1986 - Javi Márquez, ex calciatore spagnolo
- 1986 - Ben Johnson, allenatore di football americano statunitense
- 1986 - Matthew Jones, ex calciatore inglese
- 1986 - Ko Gi-hyun, pattinatrice di short track sudcoreana
- 1986 - Roman Koncedalov, ex calciatore russo
- 1986 - Iasmin Latovlevici, ex calciatore rumeno
- 1986 - Daniele Magliocchetti, ex calciatore italiano
- 1986 - Jamon Meredith, ex giocatore di football americano statunitense
- 1986 - Shun Morishita, ex calciatore giapponese
- 1986 - Renzo Revoredo, calciatore peruviano
- 1986 - Ronny, ex calciatore brasiliano
- 1986 - Julija Tichonova, ex fondista russa
- 1986 - Miguel Veloso, allenatore di calcio e ex calciatore portoghese
- 1986 - Antonio Veneziano, attore italiano
- 1986 - Jacob Wukie, arciere statunitense
- 1987 - Abbas Ayyad, calciatore bahreinita
- 1987 - Niccolò Bertola, velista italiano
- 1987 - Edoardo Ferrario, comico e imitatore italiano
- 1987 - Grzegorz Fijałek, giocatore di beach volley polacco
- 1987 - Ivan Ivanov, ex fondista russo
- 1987 - Lince Dorado, wrestler portoricano
- 1987 - Tomoaki Makino, ex calciatore giapponese
- 1987 - Enikő Mihalik, supermodella ungherese
- 1987 - Louis Murphy, giocatore di football americano statunitense
- 1987 - Mitch Petrus, giocatore di football americano statunitense († 2019)
- 1987 - Miha Plot, pallavolista sloveno
- 1987 - Minzún Quina, calciatore peruviano
- 1987 - Ivan Sadoŭničy, calciatore bielorusso
- 1987 - Kamaru Usman, artista marziale misto nigeriano
- 1987 - Rafael Silva, judoka brasiliano
- 1988 - Blac Chyna, modella e imprenditrice statunitense
- 1988 - Joshua Crawford, cestista statunitense
- 1988 - Janus Drachmann, ex calciatore danese
- 1988 - Severin Freund, ex saltatore con gli sci tedesco
- 1988 - Fernando Gabriel Vougado Ribeiro, ex calciatore brasiliano
- 1988 - Giovanni Gravenbeek, ex calciatore olandese
- 1988 - Ryōma Hashimoto, cestista giapponese
- 1988 - Ace Hood, rapper statunitense
- 1988 - Juan Imhoff, rugbista a 15 argentino
- 1988 - Hannah Kasulka, attrice statunitense
- 1988 - Marcel Kittel, ex ciclista su strada tedesco
- 1988 - Predrag Luka, calciatore serbo
- 1988 - Jeremy Maclin, ex giocatore di football americano statunitense
- 1988 - Brad Marchand, hockeista su ghiaccio canadese
- 1988 - Jonathan Massaquoi, ex giocatore di football americano liberiano
- 1988 - Meriem Moussa, judoka algerina
- 1988 - Raúl Rodríguez Navas, calciatore spagnolo
- 1988 - Stephen Paea, giocatore di football americano neozelandese
- 1988 - Harry Roldán Pinedo Valera, pittore peruviano
- 1988 - Teddy Wigga, ballerino e coreografo italiano
- 1988 - Krisko, rapper e cantante bulgaro
- 1988 - J.T. Tiller, ex cestista statunitense
- 1988 - Ruud Vormer, ex calciatore olandese
- 1988 - Nemanja Vranješ, cestista montenegrino
- 1988 - Aaron Wheeler, ex calciatore statunitense
- 1989 - Gianluigi Bianco, ex calciatore italiano
- 1989 - Melissa Boekelman, pesista e bobbista olandese
- 1989 - Nicolás Capellino, calciatore argentino
- 1989 - Édgar Crespo, nuotatore panamense
- 1989 - Christy Fagan, ex calciatore irlandese
- 1989 - Kévin Le Roux, pallavolista francese
- 1989 - Leandro Lo, artista marziale brasiliano († 2022)
- 1989 - Dragan Milosavljević, cestista serbo
- 1989 - Cam Newton, ex giocatore di football americano statunitense
- 1989 - Sophie Péron, pallavolista francese
- 1989 - Prince Royce, cantautore statunitense
- 1989 - Tomislav Šorša, calciatore croato
- 1989 - Andreas Tatos, calciatore albanese
- 1989 - Sharlene Taulé, cantante e attrice dominicana
- 1989 - Ihor Tyščenko, calciatore ucraino
- 1989 - Jelle Wallays, ex ciclista su strada belga
- 1989 - Jadyn Wong, attrice canadese
- 1989 - Ihor Zajcev, cestista ucraino
- 1989 - Zhou Qian, lottatrice cinese
- 1989 - Giovani dos Santos, ex calciatore messicano
- 1989 - Igor' Shaskıı, calciatore kazako
- 1990 - Daniel Buballa, calciatore tedesco
- 1990 - Taylor Fletcher, combinatista nordico e ex saltatore con gli sci statunitense
- 1990 - Florian Hart, ex calciatore austriaco
- 1990 - Saša Hojski, calciatore croato
- 1990 - Nemanja Ilić, pallamanista serbo
- 1990 - Pablo Lavandeira, calciatore uruguaiano
- 1990 - Julián Leal, pilota automobilistico colombiano
- 1990 - Erika Linder, modella e attrice svedese
- 1990 - Marcus Mepstead, schermidore britannico
- 1990 - Matylda Ostojska, schermitrice polacca
- 1990 - Santiago Prim, calciatore argentino
- 1990 - Fábio Szymonek, calciatore brasiliano
- 1990 - Dario Tadić, calciatore austriaco
- 1991 - Mirco Bertolina, fondista italiano
- 1991 - Gata Cattana, rapper e poetessa spagnola († 2017)
- 1991 - Juan Pablo Gómez, calciatore argentino
- 1991 - Pablo Hernández Rivera, politico portoricano
- 1991 - Shōta Kobayashi, ex calciatore giapponese
- 1991 - Jan Kuf, pentatleta ceco
- 1991 - Demetrius McCray, giocatore di football americano statunitense
- 1991 - Uzari, cantante bielorusso
- 1991 - Alex Nimely, ex calciatore liberiano
- 1991 - Matko Obradović, calciatore croato
- 1991 - Semën Pavličenko, slittinista russo
- 1991 - Manuel Perez, ex calciatore francese
- 1991 - Nikola Petrić, calciatore serbo
- 1991 - Marcus Rohdén, calciatore svedese
- 1992 - Pierre-Ambroise Bosse, mezzofondista francese
- 1992 - Drew Brandon, ex cestista statunitense
- 1992 - Luis Caicedo Medina, calciatore ecuadoriano
- 1992 - Federico Ceccherini, calciatore italiano
- 1992 - Daniel Coursey, ex cestista statunitense
- 1992 - Thibaut Courtois, calciatore belga
- 1992 - Dmitrij Kajumov, ex calciatore russo
- 1992 - Albina Khabibulina, ex tennista uzbeka
- 1992 - Lisa Makas, ex calciatrice austriaca
- 1992 - Christina McHale, tennista statunitense
- 1992 - McKenzie Moore, cestista statunitense
- 1992 - Stephen O'Donnell, calciatore scozzese
- 1992 - Nikolas Proesmans, calciatore belga
- 1992 - Aleksandar Ristevski, calciatore macedone
- 1992 - Pablo Sarabia, calciatore spagnolo
- 1992 - Petrus Shitembi, calciatore namibiano
- 1993 - Obert Bika, calciatore papuano
- 1993 - Eugeniu Cociuc, calciatore moldavo
- 1993 - Morgan Craft, tiratrice a volo statunitense
- 1993 - Sabrina D'Angelo, calciatrice canadese
- 1993 - Guo Li, sincronetta cinese
- 1993 - Moe Harkless, cestista statunitense
- 1993 - Hu Jianguan, pugile cinese
- 1993 - Dmytro Jusov, calciatore ucraino
- 1993 - Forrest Lasso, calciatore statunitense
- 1993 - Magnar Ødegaard, calciatore norvegese
- 1993 - Charles Ollivon, rugbista a 15 francese
- 1993 - Marko Pajač, calciatore croato
- 1993 - Elin Rubensson, calciatrice svedese
- 1993 - Miguel Sanó, giocatore di baseball dominicano
- 1993 - Juan Miguel Suero, cestista dominicano
- 1993 - Josef Černý, ciclista su strada ceco
- 1994 - David Alvarez, attore, cantante e ballerino canadese
- 1994 - Cédric Bah, cestista ivoriano
- 1994 - Francesco D'Armiento, schermidore italiano
- 1994 - Fabienne Dongus, calciatrice tedesca
- 1994 - Tamar Dongus, calciatrice tedesca
- 1994 - Hagos Gebrhiwet, mezzofondista etiope
- 1994 - Paulina Grassl, ex sciatrice alpina svedese
- 1994 - Roberto Insigne, calciatore italiano
- 1994 - Callum Kerr, attore, modello e musicista scozzese
- 1994 - Osmar Leguizamón, calciatore paraguaiano
- 1994 - Daniel Sáez, ex calciatore cubano
- 1994 - Josep Pérez, cestista spagnolo
- 1994 - Lucas Possignolo, calciatore brasiliano
- 1994 - Ramini Shamilishvili, sollevatore georgiano
- 1994 - EST Gee, rapper statunitense
- 1994 - Menno Vloon, astista olandese
- 1994 - Jihad Ward, giocatore di football americano statunitense
- 1994 - Courtney Williams, cestista statunitense
- 1995 - Diego Chávez Collins, calciatore messicano († 2024)
- 1995 - Vincenzo Dolce, pallanuotista italiano
- 1995 - Shira Haas, attrice israeliana
- 1995 - Alberto Maffei, snowboarder italiano
- 1995 - Gelson Martins, calciatore portoghese
- 1995 - Jan Mejdr, calciatore ceco
- 1995 - Robert Power, ex ciclista su strada australiano
- 1995 - Ezequias Redín, calciatore uruguaiano
- 1995 - Yannick Schmid, calciatore svizzero
- 1995 - Ivan Sergeev, calciatore russo
- 1995 - A36, rapper svedese
- 1995 - Lorenzo Sonego, tennista italiano
- 1995 - Sachia Vickery, tennista statunitense
- 1995 - Nilüfer Yanya, cantautrice inglese
- 1995 - Muhammad as-Sadawi, lottatore tunisino
- 1995 - Ronielson da Silva Barbosa, calciatore brasiliano
- 1996 - Scott Bitsindou, calciatore congolese (Repubblica del Congo)
- 1996 - Giorgia Bracelli, calciatrice italiana
- 1996 - Maicol Cabrera, calciatore uruguaiano
- 1996 - Fernando Daniel, cantante portoghese
- 1996 - Matěj Kozubek, nuotatore ceco
- 1996 - Danilo Ostojić, cestista serbo
- 1996 - Viktor Thorn, fondista svedese
- 1996 - Fabio Wolfinger, calciatore liechtensteinese
- 1996 - Ayed, cantante saudita
- 1997 - Mohammed Al-Hammadi, calciatore emiratino
- 1997 - Lana Condor, attrice vietnamita
- 1997 - Chelsea Dungee, ex cestista e allenatrice di pallacanestro statunitense
- 1997 - Rachael Fara, pallavolista statunitense
- 1997 - Velus Jones Jr., giocatore di football americano statunitense
- 1997 - Coi Leray, rapper e cantante statunitense
- 1997 - Max Lowe, calciatore inglese
- 1997 - Giōrgos Manthatīs, calciatore greco
- 1997 - Clément Michelin, calciatore francese
- 1997 - Carlos Daniel Roca, calciatore boliviano
- 1997 - William Stewart, canottiere britannico
- 1997 - Olivia Tjandramulia, tennista australiana
- 1997 - Zahid Valencia, lottatore statunitense
- 1997 - Kiko Yokota, ginnasta giapponese
- 1998 - Mërgim Berisha, calciatore tedesco
- 1998 - Robert Castellanos, calciatore statunitense
- 1998 - Crystal Dangerfield, cestista statunitense
- 1998 - Görkem Doğan, cestista turco
- 1998 - Viktória Hrunčáková, tennista slovacca
- 1998 - Ziyu Liu, pianista cinese
- 1998 - Camphers Pérez, calciatore nicaraguense
- 1998 - Amanda Rantanen, calciatrice finlandese
- 1998 - Shavar Reynolds, cestista statunitense
- 1998 - Samuele Rivi, ex ciclista su strada italiano
- 1998 - Fran Villalba, calciatore spagnolo
- 1998 - Sofia Viscardi, youtuber e scrittrice italiana
- 1998 - Caio Paulista, calciatore brasiliano
- 1998 - Oğulcan Ülgün, calciatore turco
- 1999 - Nahuel Acosta, calciatore uruguaiano
- 1999 - Amir Aduev, calciatore russo
- 1999 - Christian Borchgrevink, calciatore norvegese
- 1999 - Sabrina Carpenter, cantautrice e attrice statunitense
- 1999 - Andrea Colpani, calciatore italiano
- 1999 - Kaitlyn Dias, attrice statunitense
- 1999 - Marco Dulca, calciatore rumeno
- 1999 - Madison Lintz, attrice statunitense
- 1999 - Tim Naberman, ciclista su strada olandese
- 1999 - Benjamin Pedersen, pilota automobilistico danese
- 1999 - Santiago Ibraim Silva Azambuja, calciatore uruguaiano
- 1999 - Calvin Stitt, giocatore di football americano britannico
- 1999 - Ryan Stonehouse, giocatore di football americano statunitense
- 1999 - Eetu Vertainen, calciatore finlandese
- 1999 - Diego Willis, cestista messicano
- 2000 - Bjarki Bjarkason, calciatore islandese
- 2000 - Tobias Christensen, calciatore norvegese
- 2000 - Carl Jonsson, sciatore alpino svedese
- 2000 - Li Xiangning, pattinatrice artistica su ghiaccio cinese
- 2000 - João Marcos, calciatore brasiliano
- 2000 - Maj Mittendorfer, calciatore sloveno
- 2000 - Thijs Oosting, calciatore olandese
- 2000 - Matías Pellegrini, calciatore argentino
- 2000 - Anujan Rajendram, calciatore singalese
- 2000 - Marios Tsaousīs, calciatore greco
- 2000 - Yūki Tsunoda, pilota automobilistico giapponese
- 2000 - Wang Chuqin, tennistavolista cinese
- 2000 - Instasamka, rapper e cantante russa

## XXI secolo(34)
- 2001 - Ethan Galbraith, calciatore nordirlandese
- 2001 - Woobens Pacius, calciatore canadese
- 2001 - Liza Pusztai, schermitrice ungherese
- 2001 - Lucas Villalba, calciatore uruguaiano
- 2001 - Nicolas Vouilloz, calciatore svizzero
- 2002 - Mohamed Azzi, calciatore algerino
- 2002 - Agustín Baldi, calciatore argentino
- 2002 - Carlota Dudek, danzatrice francese
- 2002 - Tiago Galletto, calciatore spagnolo
- 2002 - Tait Jordan, ex sciatore alpino canadese
- 2002 - Emma Virginia Menicucci, nuotatrice italiano
- 2002 - Sofia Monza, pallavolista italiana
- 2002 - Manuel Mónaco, calciatore argentino
- 2002 - Marcus Hannesbo, calciatore danese
- 2002 - Fin Smith, rugbista a 15 britannico
- 2002 - Kai Sotto, cestista filippino
- 2002 - Simon van Duivenbooden, calciatore olandese
- 2003 - Kendall Brown, cestista statunitense
- 2003 - Fermín López, calciatore spagnolo
- 2003 - Junior Mwanga, calciatore francese
- 2003 - Nectarios Triantis, calciatore australiano
- 2004 - Ayman El Wafi, calciatore marocchino
- 2004 - Dennis González Boneu, nuotatore artistico spagnolo
- 2004 - Luca Van Assche, tennista francese
- 2004 - Victor Hugo, calciatore brasiliano
- 2005 - Matthias Fernsebner, sciatore alpino austriaco
- 2005 - Feta Fetai, calciatore macedone
- 2005 - Reda Laalaoui, calciatore marocchino
- 2005 - Daria Trofimova, nuotatrice russa
- 2005 - Hunter Yeany, pilota automobilistico statunitense
- 2005 - Artur Šach, calciatore ucraino
- 2006 - Faustino Barone, calciatore uruguaiano
- 2007 - Arianna Belardelli, ginnasta italiana
- 2007 - Anastazja Kuś, velocista polacca